# Dasyvalgus pusio
Dasyvalgus pusio är en skalbaggsart som beskrevs av Hermann Julius Kolbe 1904. Dasyvalgus pusio ingår i släktet Dasyvalgus och familjen Cetoniidae. Inga underarter finns listade i Catalogue of Life.